# Santiago Ramon y Cajal
Santiago Ramón y Cajal (1. svibnja 1852. – 17. listopada 1934.), španjolski histolog, liječnik i dobitnik Nobelove nagrade. Smatra se jednim od osnivača moderne neuroznanosti.

## Životopis
Rođen je u Petilla de Aragon enklavi u Aragoniji, Španjolska. Otac mu se zvao Justo Ramon, a majka Antonia. Kao dijete često je mijenjao škole zbog lošeg vladanja i stava protiv autoriteta. Ekstremni primjer njegovo pobunjeničkog ponašanja je zatvaranje u dobi od 11 godina zbog uništavanje ulaznih vrata grada pomoću topom kućne izrade.  
Bio je također i entuzijastični slikar, umjetnik i gimnastičar. Neko vrijeme čak je radio kao postolar i brijač, i bio je poznat po svojoj svadljivosti. 
Pohađao je medicinsku školu u Zaragozi u kojoj je diplomirao 1873.g. Služio je kao medicinski časnik u španjolskoj vojsci. Sudjelovao je u ekspediciji na Kubu (1874-75.g.) gdje je obolio od malarije i tuberkuloze. Poslije povrataka u Španjolsku oženio se (Silveria Fananas Garcia) i imao četiri kćeri i tri sina. Imenovan je sveučilišnim profesorom u Valenciji 1881.g. i 1883.g. dobio je titulu doktora znanosti u Madridu. Kasnije je bio profesor u Barceloni i Madridu. Bio je ravnatelj Muzeja u Zaragozi (1879.g.), Nacionalnog Instituta Higijene (1899.g.) i osnivač "Laboratorio de Investigaciones Biológicas" 1922.g. koji je kasnije preimenovan u "Instituto Cajal", ili Cajalov Institut. Umro je u Madridu 1934. 

## Rad i teorije
Ramón y Cajal najpoznatiji je po svom istraživanju finih struktura središnjeg živčanog sustava. Koristio se tehnikama bojanja koje je razvio njegov suvremenik Camillo Golgi. Zaključio je sa se živčani sustav sastoji od milijardi neurona i da su te stanice polarizirane. Predložio je da neuroni komuniciraju jedni s drugima pomoću sinapsi (izraz koji je iskovao 1897.g. Sherrington). Ta hipoteza postala je temelj za doktrinu koja kaže da je pojedinačna jedinica živčanog sustava jedan neuron. Elektronski mikroskop kasnije je pokazao da membrana potpuno zatvara pojedini neuron u korist Cajalove teorije protiv Golgijeve (Golgi je tvrdio da je živčani sustav kontinuirana mreža povezanih stanica nešto poput krvotoka).

## Počasti i knjige
Počasni doktorat iz medicine Sveučilišta u Cambridgeu i Würzburgu, te počasni doktorat iz filozofije na Sveučilištu Clark. 
Izdao je preko 100 knjiga, udžbenika i članaka na francuskom, španjolskom i njemačkom. 1905.g. izdao je 5 znastvenofantastičnih priča (španj: “Cuentos de vacaciones”) pod pseudonimom "Dr. Bakterija". Asteroid 117413 Ramonycajal nazvan je njemu u čast.

## Vanjske poveznice
- Nobelova nagrada za fiziologiju ili medicinu 1906.g.  Arhivirana inačica izvorne stranice od 4. prosinca 2008. (Wayback Machine)
- Život i otkrića Cajala
- Ramon y Cajal, aragonski dobitnik Nobelove nagrade  Arhivirana inačica izvorne stranice od 15. svibnja 2007. (Wayback Machine)